# Laplume
Laplume é uma comuna francesa na região administrativa da Nova Aquitânia, no departamento Lot-et-Garonne. Estende-se por uma área de 32,56 km². Em 2010 a comuna tinha 1 386 habitantes (densidade: 42,6 hab./km²).